# Жак Уден
Жак-Мірко́ Уде́н (7 жовтня 1939, Туран, Аннам — 21 березня 2020, Париж, Франція) — французький політик, державний діяч, сенатор. Син української мандрівниці Софії Яблонської.

## Життєпис
Жак-Мірко Уден народився 7 жовтня 1939 року на пароплаві в Південнокитайському морі. Офіційним місцем його народження вважається порт Туран (нині Дананг) у французькому протектораті Аннам (нині В'єтнам). Батьками Удена стали французький дипломат Жан Уден та визначна українська мандрівниця і журналістка Софія Яблонська.
1950 року (за іншими даними, 1946) родина Жана Удена та Софії Яблонської переїхала до Парижа. Навчався в ліцеї Клода Бернара та ліцеї Станіслава. 1961 року закінчив HEC Paris, 1963 року — Інститут політичних досліджень. У 1964—1966 роках навчався в Національній школі адміністрації. 1962 року здобув диплом юриста.
Після закінчення Національної школи адміністрації Жак Уден протягом чотирьох років (до 1970) працював у Рахунковій палаті Франції на посаді аудитора. Надалі працював на різних посадах у Міністерстві освіти та Міністерстві промисловості.
1976 року Удена обрали до Ради департаменту Вандея. У 1985—1986 роках Уден був членом Регіональної ради Пеї-де-ла-Луар.
1986 року Жака Удена вперше обрали до Сенату Франції від департаменту Вандея. 1995 року його переобрали на другий термін. На виборах 2004 року не був переобраний. У Сенаті Уден представляв Об'єднання на підтримку Республіки (ОПР) Жака Ширака, а з 2002 року — Союзу за народний рух. Під час роботи в Сенаті був віцепрезидентом Комітету з питань фінансів, бюджетного контролю та економічної звітності. У 1993—1995 роках Уден перебував на посаді скарбника партії, через що 1997 року став фігурантом справи щодо фіктивних робочих місць ОПР. Справу закрили 2003 року.
Після поразки на виборах 2004 року Жак Уден повернувся до Рахункової палати, де працював до 2008 року.
Помер у Парижі 21 березня 2020 року від коронавірусної хвороби Covid-19.

## Нагороди
- Орден Почесного легіону
- Орден «За заслуги»
- Орден Сільськогосподарських заслуг
- Орден Академічних пальм